# Jacques Lasseyne
Jacques Lasseyne, né Jaime de Lasuén le 28 septembre 1888 à Viareggio (Italie) et mort le 26 avril 1944 à Lisbonne (Portugal), est un militant carliste et réalisateur de cinéma espagnol.

## Biographie
Jaime de Lasuén est le fils de José María de Lasuén et de Emma de Reischach. Sa mère, issue d'une famille aristocratique allemande, est l'amie de collège puis la dame d'honneur de Marguerite de Parme, épouse de Charles VII, prétendant carliste au trône d'Espagne. Son père, héritier d'une famille basque dont plusieurs membres ont participé aux guerres carlistes, est homme de confiance de ce dernier et secrétaire de doña Margarita. Ainsi, Jacques est le filleul du prince Jacques et de sa soeur la princesse Blanche de Bourbon, fille de Marguerite. 
Il fait ses études en France, au lycée Saint-Joseph-de-Tivoli de Bordeaux, puis à Paris où il est licencié en lettres.
En 1914, au déclenchement de la première Guerre mondiale, il s'engage dans la Légion étrangère et participe en 1915 à la bataille de Champagne avec le 2e régiment de marche du 1er étranger. Blessé, il est cité à l’ordre du régiment et décoré de la croix de guerre 1914-1918.
Ami de Pierre Benoit, il est recommandé comme metteur en scène par l'écrivain auprès de Musidora, lorsque celle-ci se lance dans l'adaptation cinématographique de son roman Pour don Carlos. Ignorant tout du cinéma, il apporte à la réalisatrice sa « connaissance intime de l'Espagne et de la croisade carliste ». 
Deux ans plus tard, il collabore à nouveau avec Musidora pour réaliser Soleil et Ombre, moyen-métrage mettant en scène le torero Antonio Cañero.
Entre ces deux tournages, il participe en 1921 à une tentative de restauration de Charles Ier sur le trône de Hongrie, voyageant en train avec l'empereur sous des noms d'emprunt,, puis combattant les communistes.
Le 12 septembre 1928, il épouse Margaret Huth à Saint-Côme-de-Fresné, avec laquelle il a une fille l'année suivante : Beatriz de Lasuen Huth, comtesse de la Rad de Varea.
Durant la guerre d'Espagne, il prend à nouveau les armes luttant dans le camp nationaliste sous l'uniforme carliste des Requetés.
Il rejoint la résistance française pendant la seconde guerre mondiale, est arrêté par la Gestapo et meurt à Lisbonne le 26 avril 1944 des suites de tortures.

## Filmographie
- 1920 : Pour Don Carlos
- 1922 : Soleil et Ombre